# 藤原彰
藤原 彰（ふじわら あきら、1922年7月2日 - 2003年2月26日）は、日本の歴史学者。日本近代史専攻。一橋大学名誉教授。1980年日本学術会議会員。元歴史学研究会委員長。

## 生涯
東京出身。府立六中4修などを経て、1941年（昭和16年）、陸軍士官学校（55期）を卒業し、見習士官として華北に派遣される。その後1944年には、第27師団支那駐屯歩兵第3連隊の中隊長として大陸打通作戦に参戦するなど中国大陸を転戦した。第二次世界大戦末期の1945年3月に内地への転勤を命じられ、内地帰還後本土決戦師団のひとつである第216師団の歩兵第524連隊第三大隊長に任ぜられ敗戦を迎えた。
翌年の1946年5月に東京帝国大学文学部史学科に入学し1949年卒業。1954年から1968年まで千葉大学文理学部非常勤講師。1967年に一橋大学社会学部助教授就任。1969年一橋大社会学部教授、1970年同大社会学部長。1986年一橋大を定年退官し、同年立教大学文学部大学院非常勤講師。1989年から1993年まで女子栄養大学教授。

## 年譜
- 1935年（昭和10年）3月 - 東京市中野区立中野本郷尋常小学校卒業
- 1940年（昭和15年）3月 - 東京府立第六中学校（現・都立新宿高等学校）卒業
- 1941年（昭和16年）7月 - 陸軍士官学校卒業（55期）
- 1941年（昭和16年）12月 - 陸軍少尉・支那駐屯歩兵第3連隊付
- 1943年（昭和18年）3月 - 陸軍中尉
- 1943年（昭和18年）4月 - 支那駐屯歩兵第3連隊中隊長
- 1944年（昭和19年）12月 - 陸軍大尉
- 1945年（昭和20年）6月 - 歩兵第524連隊大隊長
- 1945年（昭和20年）8月 - 第216師団歩兵第524連隊大隊長として作戦配備中の熊本県で終戦を迎える
- 1945年（昭和20年）11月 - 予備役
- 1946年（昭和21年）5月 - 東京帝国大学文学部史学科入学
- 1949年（昭和24年）3月 - 東京大学文学部史学科卒業
- 1967年（昭和42年）11月 - 一橋大学助教授
- 1969年（昭和44年）12月 - 一橋大学教授
- 1986年（昭和61年）4月 - 一橋大学退官、女子栄養大学教授
- 1993年（平成5年）3月 - 女子栄養大学教授退任
- 2003年（平成15年）2月26日 - 没

## 研究
当初は日本中世史を専攻していたが、兄事した石母田正の助言と職業軍人としての経験・反省から・政治史・軍事史を中心とする近現代史研究に転じた。門下には多くの昭和史研究者がいる。
学問的には（左派の）講座派を代表する井上清の影響を受けた。遠山茂樹・今井清一との共著で『昭和史』（岩波新書、1955年）を公刊し、亀井勝一郎による批判に端を発する昭和史論争が展開された。論争を受け1959年8月に改訂新版を刊行した。

### 南京事件について
南京事件論争では、20万に及ぶ大規模な虐殺があったとの立場からの研究活動を活発に行った。笠原十九司は藤原の研究について、自らの軍隊・戦闘・戦場における体験に対して、歴史学研究の理論と方法によって厳密な検討を加え、南京事件を日本の軍隊史・戦争史の中に位置付けて分析し、日本の軍隊の歴史的特質やそれを助長した背景にある日本国民の中国蔑視や差別観にまで言及して研究を行ったと評価している。

## 論争
藤原彰の著作や活動を巡っては、次のような論争が起きている。昭和天皇の戦争責任論でも強硬論者だった。

### 昭和史論争
『昭和史』について、作家の亀井勝一郎は、人間が描かれていない、動揺した国民層の姿が見当たらないと同書の基本的な構成を批判、これをきっかけとして多くの歴史家、作家などの知識人を巻き込んだ形で「昭和史論争」が展開された。
なお吉田健一（英文学者で元首相・吉田茂の長男）は、当時の時事評論で「単行本になるほどの分量がなくても読むに足る本があり、これを単行本よりも安い値段で、文庫本よりも読みいい形で出すのが狙いだった」のが岩波新書であり、「宣伝して売り出した時から売り切るまでがその寿命であり、その一時的な刺戟が過ぎれば、読者は新たな刺戟を求めて次の新書判に移って行く。もっと何かあるのではないかという心理であって、それならば、新書判というもの全体に何もないことがやがて解ることも考えられるのではないだろうか」と、新書と新書判を厳密に弁別した上で、この『昭和史』を「新書に紛れ込んだ新書判だと思えばいい」と斬って捨てている。

### 朝鮮戦争について
藤原は『昭和史』（遠山茂樹・今井清一との共著）で、朝鮮戦争について「米空軍戦闘機部隊は北九州に集結していた。そして北朝鮮が侵略したという理由で韓国軍が38度線をこえ進撃した」と、米軍が戦争の準備をしていたかのように書き、韓国軍が38度線を越えて攻めていったとし、「朝鮮戦争の発端は韓国軍の先制攻撃による侵略である」と、時代が1970年代に入っても主張し続けた。
後年に作家井沢元彦は、北朝鮮は正義で、悪いのは韓国でありアメリカ帝国主義であると考えるように、藤原のような近現代史学者の一部は、大切なのは「真理」ではなく「イデオロギー」であるだけであると批判している。コラムニストの志摩永寿は、藤原は藤岡信勝を批判する『近代史の真実は何か』という著書を出していたが、こんな「嘘八百」「主客転倒」の論理を展開する者に「近代史の真実」を語る資格があるのだろうかと批判した。

### 毒ガス写真事件
1984年（昭和59年）10月31日付朝日新聞朝刊の第一面大半を使い、「旧日本軍による毒ガス戦の決定的な証拠写真発見」と題した特大の大見出しと共に、視界を埋め尽くす程の山火事か野焼きのような煙が濛々と立ち上るパノラマ仕立ての大写しの白黒写真だけでも紙面の1/3近くを占め掲載された。藤原は「日中戦争での化学戦の実証的研究を進めている元陸軍士官の歴史学者」と紹介され、写真を旧日本軍による中国での毒ガス戦と断定した。これに対し、産経新聞（1984年11月11日付）がただの煙幕ではないかとの疑問を示した。

当時産経のデスクだった高山正之は、すぐに記事にするように手配したが、部長も局次長も尻込みをしたと回想している。当時は朝日を頂点に新聞社同士が睦み合う慣行（なれあいですます風潮）があり、朝日が他社ににらみを利かせていたためである。事実、当該記事が掲載されると、朝日の学芸部長が産経社会部にやってきて「朝日に喧嘩を売るつもりか! 朝日がその気になればこんな小さな新聞社はすぐにでもつぶせるんだぞ」と言ったという。また、朝日新聞OBの稲垣武は、この写真を持ち込んだ人物をプロモート（紹介）したのが、今津弘（政治部出身、のち調査研究室長・顧問）であったこと、同期の整理部所属記者に「なぜあんな記事を載せたのか」と聞いたところ、お偉方からの売込みであり、しばらくペンディング状態であったが、紙面に空きがあったので載せたと答えられたことを回顧している。

## 門下生・ゼミ生
- 粟屋憲太郎（立教大学）
- 芳井研一（新潟大学）[10]
- 須崎慎一（神戸大学）
- 塩田咲子（高崎経済大学）
- 坂本雅子（名古屋経済大学）
- 横関至（法政大学大原社会問題研究所）
- 三宅明正（千葉大学）[11]
- 纐纈厚（山口大学）
- 荒川章二（国立歴史民俗博物館）[12]
- 功刀俊洋（福島大学）[12]
- 吉田裕（一橋大学）[12]
- 三浦陽一（中部大学）
- 小倉裕児（創価大学）[13]
- 坂上康博（一橋大学）
- 平賀明彦（白梅学園大学）[13]
- 林博史（関東学院大学）[13]
- 伊藤悟（成蹊中学校・高等学校）

## 著書

### 単著
- 『軍事史』（東洋経済新報社、1961年）
- 『日本帝国主義』（日本評論社、1968年）
- 『日本近代史 Ⅲ』（岩波書店［岩波全書］、1977年、改版2007年）
- 『天皇制と軍隊』（青木書店、1978年）
- 『昭和の歴史（5）日中全面戦争』（小学館、1982年、同・文庫、1988年、小学館ライブラリー、1994年）
- 『大系日本の歴史（15）世界の中の日本』（小学館、1989年、小学館ライブラリー、1993年）
- 『戦後史と日本軍国主義』（新日本出版社、1982年）
- 『太平洋戦争史論』（青木書店、1982年）
- 『南京大虐殺』（シリーズ昭和史：岩波ブックレット、1985年）
- 『日本軍事史』（日本評論社、1987年）
- 『世界の中の日本』（小学館、1989年）
- 『昭和天皇の15年戦争』（青木書店、1991年、新版2003年）
- 『南京の日本軍――南京大虐殺とその背景』（大月書店、1997年）
- 『餓死した英霊たち』（青木書店、2001年／ちくま学芸文庫、2018年）ISBN 448-0098755
- 『中国戦線従軍記』（大月書店、2002年／岩波現代文庫、2019年）ISBN 400-6004079
- 『日本軍事史 上巻 戦前篇』『下巻 戦後篇』（社会批評社、2006-2007年）

### 共著
- （遠山茂樹・今井清一）『昭和史』（岩波新書 青版、1955年、改訂版1959年）
- （功刀俊洋・伊藤悟・吉田裕）『天皇の昭和史』（新日本出版社、1984年、新版2007年）
- （荒川章二・林博史）『日本現代史――1945→1985』（大月書店、1986年）
- （粟屋憲太郎・吉田裕・山田朗）『徹底検証・昭和天皇「独白録」』（大月書店、1991年）
- （安斎育郎）『戦争から平和へ――21世紀の選択』（かもがわ出版、1994年）
- （南京事件調査研究会）『南京大虐殺否定論13のウソ』（柏書房、 1999年）

著者は井上久士、小野賢二、笠原十九司、藤原彰、吉田裕、本多勝一、渡辺春巳
- 『天皇の軍隊と日中戦争』（大月書店、2006年）- 遺著で後半は門下生らの追悼

### 編著
- 『日本民衆の歴史（10）占領と民衆運動』（三省堂、1975年）
- 『日本民衆の歴史（11）民衆の時代へ』（三省堂、1976年）
- 『日本民衆の歴史（8）弾圧の嵐のなかで』（三省堂、1978年）
- 『日本民衆の歴史（9）戦争と民衆』（三省堂、1978年）
- 『体系日本現代史（6）冷戦下の日本』（日本評論社、1979年）
- 『資料日本現代史（1）軍隊内の反戦運動』（大月書店、1980年）
- 『ロシアと日本――日ソ歴史学シンポジウム』（彩流社、1985年）
- 『沖縄戦と天皇制』（立風書房、1987年）
- 『沖縄戦――国土が戦場になったとき』（青木書店、1987年、新版2001年）
- 『南京事件をどうみるか――日・中・米研究者による検証』（青木書店、1998年）

### 共編著
- （今井清一・大江志乃夫）『近代日本史の基礎知識――史実の正確な理解のために』（有斐閣、1972年）
- （松尾尊兊）『論集現代史』（筑摩書房、1976年）
- （野沢豊）『日本ファシズムと東アジア――現代史シンポジウム』（青木書店、1977年）
- （功刀俊洋）『資料日本現代史（8）満洲事変と国民動員』（大月書店、1983年）
- （雨宮昭一）『現代史と「国家秘密法」』（未來社、1985年）
- （洞富雄・本多勝一）『南京事件を考える』（大月書店、1987年）
- （今井清一）『十五年戦争史』（青木書店（全4巻）、 1988年-1989年）
- （今井清一・宇野俊一・粟屋憲太郎）『日本近代史の虚像と実像』（大月書店（全4巻）、 1989年-1990年）
- （荒井信一）『現代史における戦争責任――現代史シンポジウム』（青木書店、1990年）
- （洞富雄・本多勝一）『南京大虐殺の研究』（晩聲社、1992年）
- （粟屋憲太郎・吉田裕）『昭和20年/1945年――最新資料をもとに徹底検証する』（小学館、1995年）
- （塩田庄兵衛・長谷川正安）『日本戦後史資料』（新日本出版社、1995年）
- （小野賢二・本多勝一）『南京大虐殺を記録した皇軍兵士たち―第十三師団山田支隊兵士の陣中日記』（大月書店、1996年）
- （森田俊男）『藤岡信勝氏の「歴史教育・平和教育」論批判』（大月書店、1996年）
- （姫田光義）『日中戦争下中国における日本人の反戦活動』（青木書店、1999年）
- （新井利男）『侵略の証言――中国における日本人戦犯自筆供述書』（岩波書店、1999年）